# Eva Regina Hildenbrand
Eva Regina Hildenbrand (* 10. April 1909 in Pforzheim; † 1983 in Baden-Baden), nach ihrer Heirat Eva Regina Müller-Hildenbrand, war eine deutsche Künstlerin. Als Puppenbildnerin gestaltete sie expressive Marionetten und Handpuppen, unter anderem auch für das Münchner Marionettentheater unter Hilmar Binter. Als enge Mitarbeiterin von Ludwig Krafft baute sie die 1940 gegründete Sammlung Puppentheater/Schaustellerei des Münchner Stadtmuseums mit auf.

## Leben und Werk
Eva Regina Hildenbrand war die erste Tochter des Malers und Dozenten Adolf Hildenbrand und seiner Frau Gertrud, geborene Maierhofer. Schon als Kind erarbeitete sie sich in der Werkstatt des Vaters künstlerische Fähigkeiten. Nach dem Willen ihrer Eltern begann sie 1930 eine Schneiderlehre beim Modehaus Alt in Pforzheim. Sie besuchte die Deutsche Meisterschule für Mode in München. Um 1928 gründete sie die Puppenspiele Eva Hildenbrand und führte ihr erstes Stück Li-La. Ein chinesisches Märchen und Tanzspiel auf. Ihre Marionetten gestaltete sie mit Stoff, Papier und Draht. Damit hoben sie sich deutlich von der traditionellen Puppengestaltung mit Köpfen und Gliedmaßen aus geschnitztem Holz ab. 1930 trat sie im Museumssaal in Freiburg mit vier Stücken auf: Kasperl in der Türkei, Der süße Mops, Li-La und Kabarett. Stärke der Szenen sind nach einem Zeitungsartikel die Gestaltung der Figuren und die Menschenkenntnis der Künstlerin. „Der Eigentümer dieser Hand muss neben größter technischer Fertigkeit Menschenkenner sein. Und je stärker erfaßt das Psychologische auf körperliche Reaktion übertragen wird, eher entbehrlich sehr viele Begleitworte, Szenerieeffekte (...).“
1932 trat sie erstmals mit eigenen Stücken im Münchner Marionettentheater unter Hilmar Binter auf. 1934 arbeitete sie als Gewandmeisterin am Stadttheater Beuthen, später am Deutschen Theater in München. Seit 1940 arbeitete sie in der im selben Jahr gegründeten Puppentheatersammlung der Stadt München, ab 1942 als Stellvertretung des Gründungsdirektors Ludwig Krafft. Für das Münchner Marionettentheater gestaltete sie 1941 Figuren zu den Inszenierungen Bunter Abend und Die Welt auf dem Mond von Joseph Haydn. Die Presse urteilt über den bunten Abend: „München hat ein neues Theaterereignis. (...) mit dem ‚Bunten Abend‘ kann die berühmte Marionettenbühne in der Blumenstraße einen Anspruch verbinden, der an künstlerischer Substanz keinem der großen Theater nachsteht.“ Ludwig Krafft hielt Hildenbrand für „die innovativste deutsche Puppenbauerin und -spielerin“.
1944 wurde ihr Sohn Hannes Müller geboren. Sie verließ München und ließ sich nach dem Tod ihres Mannes Hans Müller zunächst in Bernau im Schwarzwald nieder, wo sie auch wieder Puppentheateraufführungen mit Handpuppen machte. 1947 nahm sie mit Figuren an der Ausstellung Kunst und Kunsthandwerk im Schwarzwald in Neustadt im Schwarzwald teil, 1952 an der Ausstellung Die Welt des Puppenspiels in München und 1953 an einer Spielzeugausstellung der Freiburger Städtischen Sammlungen im Augustinermuseum. 1949 unterrichtete sie die Textilklasse der Staatlichen Kunsthandwerksschule Bonndorf. Um 1953 zog sie nach Baden-Baden, wo sie immer wieder mit einer eigenen Marionettenbühne an die Öffentlichkeit trat, unter anderem auch mit dem Baden-Badener Marionetten-Theater unter Ernst Ehlert im Haus Nagel. Später lud sie auch zu Marionetten-Aufführungen in ihrer Heimbühne in ihrer Wohnung in der Hildastraße, die in satirischen Solonummern lokale Ereignisse beleuchteten. Hildenbrand starb 1983 in Baden-Baden.
Zahlreiche Marionetten ab 1925 und Handpuppen ab 1945 befinden sich in der Sammlung Puppentheater/Schaustellerei des Münchner Stadtmuseums, einige Figuren auch im Stadtmuseum im Baldreit, Baden-Baden. Ihre Puppen waren unter anderem 2023 in der Ausstellung (K)ein Puppenheim. Alte Rollenspiele und neue Menschenbilder im Münchner Stadtmuseum in Kooperation mit der Sammlung Goetz ausgestellt.